# Кубок Камбоджі з футболу 2022
Кубок Камбоджі з футболу 2022 — 16-й розіграш кубкового футбольного турніру у Камбоджі. Титул володаря кубка втретє поспіль здобула Вісаха.

## Календар
| Раунд               | Дата                      | Матчі | Клуби   |
| ------------------- | ------------------------- | ----- | ------- |
| Регіональний раунд  | лютий - 11 червня 2022    |       | 35 → 22 |
| Раунд плей-оф       | 21 червня - 20 липня 2022 | 12    | 22 → 16 |
| 1/8 фіналу          | 27 липня - 17 серпня 2022 | 16    | 16 → 8  |
| 1/4 фіналу          | 24/31 серпня 2022         | 8     | 8 → 4   |
| 1/2 фіналу          | 5/12 жовтня 2022          | 4     | 4 → 2   |
| Матч за третє місце | 6 листопада 2022          | 1     |         |
| Фінал               | 6 листопада 2022          | 1     | 2 → 1   |

## 1/4 фіналу
| Команда 1                | Заг.         | Команда 2               | 1-й матч | 2-й матч |
| ------------------------ | ------------ | ----------------------- | -------- | -------- |
| 24/31 серпня 2022        |              |                         |          |          |
| Кох Конг                 | 3:5          | Боунг Кет Ангкор        | 0:2      | 3:3      |
| Електрісіте ду Камброджа | 4:2          | Преах Кхан Річ Свайрінг | 1:1      | 3:1      |
| Пномпень Краун           | 0:0 пен. 4:3 | Нагаворлд               | 0:0      | 0:0      |
| Національна армія        | 1:6          | Вісаха                  | 1:3      | 0:3      |

## 1/2 фіналу
| Команда 1        | Заг. | Команда 2                | 1-й матч | 2-й матч |
| ---------------- | ---- | ------------------------ | -------- | -------- |
| 5/12 жовтня 2022 |      |                          |          |          |
| Боунг Кет Ангкор | 5:0  | Електрісіте ду Камброджа | 2:0      | 3:0      |
| Пномпень Краун   | 2:4  | Вісаха                   | 1:2      | 1:2      |

## Матч за третє місце
| 6 листопада 2022 10:30 (EEST) |

| Електрісіте ду Камброджа | 0:5      | Пномпень Краун                                   |
| ------------------------ | -------- | ------------------------------------------------ |
|                          | Протокол | Тіва 48', 90+8' Розак 71' Піч 83' Чамроун 90+13' |

| РСН Стедіум, Пномпень Арбітр: Еав Тіна |

## Фінал
| 6 листопада 2022 13:30 (EEST) |

| Боунг Кет Ангкор             | 3:4 дч   | Вісаха                                          |
| ---------------------------- | -------- | ----------------------------------------------- |
| Чантеа 14', 31' Пхеарон 102' | Протокол | Софанат 79' Соксела 90+6' Бін 98' Сокпхенг 104' |

| РСН Стедіум, Пномпень Глядачів: 5 278 |